# Verwaltungsverfahren
Die gesetzliche Definition des Verwaltungsverfahrens findet sich im deutschen Recht in § 9 VwVfG:
„Das Verwaltungsverfahren im Sinne dieses Gesetzes ist die nach außen wirkende Tätigkeit der Behörden, die auf die Prüfung der Voraussetzungen, die Vorbereitung und den Erlass eines Verwaltungsaktes oder auf den Abschluss eines öffentlich-rechtlichen Vertrages gerichtet ist; es schließt den Erlass des Verwaltungsaktes oder den Abschluss des öffentlich-rechtlichen Vertrags ein.“

## Abgrenzung zum privatrechtlichen Handeln
Das heißt, die Tätigkeit der Behörde muss:
1. nach außen („zum Bürger hin“) wirken, interne Weisungen eines Behördenleiters an seine Angestellten oder Beamten setzen also kein Verwaltungsverfahren in Gang; z. B. Verwaltungsvorschriften
2. auf den Erlass eines Verwaltungsaktes oder den Abschluss eines öffentlich-rechtlichen Vertrages zielen. Die Beschaffung von Büromaterial durch eine Behörde und der zur Beschaffung führende interne Willensbildungsprozess ist also kein Verwaltungsverfahren; da die Verwaltung bürgerlich-rechtliche Kaufverträge wie jede Privatperson schließt. Letzteres wird auch als fiskalisches Handeln bezeichnet.

## Verfahrensarten
Das Verwaltungsverfahren umfasst sowohl die Vorbereitung als auch den Erlass eines Verwaltungsaktes.
Es gilt der Grundsatz der Nichtförmlichkeit (§ 10 VwVfG). Danach ist das Verwaltungsverfahren an bestimmte Formen nicht gebunden, soweit keine besonderen Rechtsvorschriften für die Form des Verfahrens bestehen. Es ist einfach, zweckmäßig und zügig durchzuführen.
Für komplexe Sachverhalte bestehen solche besonderen Rechtsvorschriften für die Form des Verfahrens. Es findet dann ein förmliches Verwaltungsverfahren statt (§§ 63 ff. VwVfG).
Ein Unterfall des förmlichen Verwaltungsverfahrens ist das Planfeststellungsverfahren (§§ 72 ff. VwVfG). Es findet Anwendung insbesondere bei raumbedeutsamen Bauvorhaben (Beispiel: eisenbahnrechtliche Planfeststellung gemäß § 18 Allgemeines Eisenbahngesetz). Das Gesetz sieht ein eingehend geregeltes Anhörungsverfahren vor (§ 73 VwVfG), in dem jeder, dessen Belange von dem geplanten Vorhaben berührt werden, den Plan des Vorhabenträgers einsehen, gegen das Vorhaben Einwendungen erheben kann und diese Einwendungen dann in einem speziellen Erörterungstermin erledigt werden sollen. Behörden, deren Aufgabenbereich durch das Vorhaben berührt wird, werden von der Anhörungsbehörde zur Stellungnahme aufgefordert. Als abschließende Entscheidung ergeht ein Planfeststellungsbeschluss (§ 74 VwVfG).
Verwaltungsakte, die in einem förmlichen Verwaltungsverfahren erlassen worden sind, bedürfen keines Vorverfahrens, sondern können unmittelbar gerichtlich angefochten werden (§ 70 VwVfG).

## Andere Verfahrensordnungen
Das Verwaltungsverfahrensgesetz regelt in Deutschland nur einen Teil der Verwaltungsverfahren, nämlich die von Bundesbehörden durchgeführten, für die keine spezialgesetzlichen Regelungen bestehen; solche gibt es z. B. im Zehnten Buch Sozialgesetzbuch (SGB X) für das Verwaltungsverfahren im Sozialrecht und in der Abgabenordnung für das Verwaltungsverfahren bei der Steuererhebung. Die deutschen Bundesländer haben eigene Verwaltungsverfahrensgesetze, die jedoch nur in wenigen Details voneinander und vom Verwaltungsverfahrensgesetz der Bundesrepublik abweichen.

## Ablauf
Der Ablauf des Verwaltungsverfahrens ist im Verwaltungsverfahrensgesetz und den Landesverwaltungsverfahrensgesetzen geregelt. Wesentliche Verfahrensschritte des allgemeinen Verwaltungsverfahrens sind:
- § 22 VwVfG – Beginn des Verfahrens (nach pflichtgemäßem Ermessen bzw. von Amts wegen oder auf Antrag)
- § 24 VwVfG – Sachverhaltsermittlung (Untersuchungsgrundsatz)
- § 26 VwVfG – Beweismittel
- § 28 VwVfG – Anhörung
- § 41 VwVfG – Bekanntgabe des Verwaltungsaktes

Das Verwaltungsverfahren kann auch vor Erlass bzw. ohne einen Verwaltungsakt enden, insbesondere durch Antragsrücknahme, durch Abschluss eines öffentlich-rechtlichen Vertrages oder, sofern es von Amts wegen begonnen wurde, durch Einstellung durch die Behörde. Auf die Verfahrenseinstellung besteht jedoch kein Anspruch des Betroffenen.
Anordnungen, die das Verwaltungsverfahren und die Vorbereitung einer Sachentscheidung betreffen, nicht aber die Sache selbst, sind nicht selbständig anfechtbare Verfahrenshandlungen (§ 44a VwGO).

## Rechtsmittel

### Vorverfahren (Widerspruchsverfahren)
Der Adressat eines Verwaltungsaktes kann gegen einen Verwaltungsakt Widerspruch erheben, sofern das Vorverfahren nicht für den konkreten Verwaltungsakt in § 68 Abs. 1 VwGO oder im jeweiligen Landesrecht (in der Regel in den jeweiligen Ausführungsgesetzen zur VwGO) ausgeschlossen wurde (siehe hierzu Besonderheiten des Vorverfahrens). Soweit nicht auf landesrechtlicher Basis ein Wahlrecht zwischen Widerspruchsverfahren und Klageverfahren geschaffen wurde, würde die unmittelbare Klageerhebung gegen einen Verwaltungsakt ohne vorherige Erhebung eines Widerspruchs zur Unzulässigkeit der Klage führen.
Mit der Einlegung des Widerspruchs beginnt das Vorverfahren, § 68 ff. VwGO. Die Ausgangsbehörde kann nach Prüfung des Widerspruchs diesem abhelfen (§ 72 VwGO). Andernfalls entscheidet die Widerspruchsbehörde abschließend über den Widerspruch und kann diesem stattgeben oder ihn zurückweisen, § 73. Neben der Entscheidung in der Sache ist auch über die Kosten gem. § 73 Abs. 3 S. 3 VwGO, § 80 VwVfG zu entscheiden. War ein Rechtsanwalt im Verfahren bestellt, ist weiterhin zu entscheiden, ob die Hinzuziehung notwendig war (§ 80 Abs. 2 VwVfG) und somit auch die Anwaltskosten für das Widerspruchsverfahren zu erstatten sind.
Der Widerspruch hat im Grundsatz aufschiebende Wirkung und hindert die Behörde somit daran, den Verwaltungsakt vor Abschluss des Verwaltungsverfahrens zu vollziehen. Ausnahmen von dieser Regel sind in § 80 VwGO festgelegt und betreffen praxisrelevant vor allem die Anforderung von öffentlichen Abgaben und Kosten (ähnliches im Finanzgerichtsordnung bei Steuerfestsetzungen), bei unaufschiebbaren Maßnahmen von Polizeivollzugsbeamten und teilweise im Ausländerrecht (vgl. § 84 AufenthG). Weiterhin kann die Behörde in entsprechenden Fällen die sofortige Vollziehung gem. § 80 Abs. 2 Nr. 4 VwGO anordnen und damit die aufschiebende Wirkung eines Widerspruchs entfallen lassen. Entfaltet ein Widerspruch aus den genannten Gründen keine aufschiebende Wirkung, kann ggf. eine Aussetzung der Vollziehung bei der Behörde gem. § 80 Abs. 4 VwGO oder eine Anordnung bzw. Wiederherstellung der aufschiebenden Wirkung durch das Gericht gem. § 80 Abs. 5 VwGO beantragt werden.

### 1. Instanz
§ 40 VwGO – Eröffnung des Verwaltungsrechtswegs (Wenn das Vorverfahren erfolglos abgeschlossen wurde, ist nun die Klage in 1. Instanz zulässig; spruchreif – das Gericht kann entscheiden, ohne dass es vorher noch einer Ermessensentscheidung der Behörde bedarf – ansonsten: Verpflichtung der Behörde erneut zu entscheiden)
§ 113 VwGO – Urteilstenor = Aufhebung (Anfechtungsklage § 113 Abs. 1 VwGO) oder Verpflichtung der Behörde zum Erlass des begehrten Verwaltungsaktes bzw. zur erneuten Entscheidung unter Beachtung des Urteils (Verpflichtungsklage § 113 Abs. 5 S. 1 bzw. 2 VwGO)

### 2. Instanz
§ 124 VwGO – Berufung – Zulässigkeit – Frist – Form bei einem Oberverwaltungsgericht oder Verwaltungsgerichtshof § 80 VwGO
§ 113 VwGO – Urteilstenor (Siehe oben).

### 3. Instanz
§ 133  VwGO – Revision beim Bundesverwaltungsgericht. Dies ist die höchste Instanz der Verwaltungsgerichtsbarkeit
§ 113  VwGO – Urteilstenor (s. o.)

## Aufhebung nach Bestandskraft
Nach Eintritt der Bestandskraft ist der Verwaltungsakt nicht mehr anfechtbar – vorbehaltlich spezieller Aufhebungsmöglichkeiten in Spezialgesetzen, z. B. dem Antrag auf Neufeststellung gemäß § 44 SGB X.
Jedoch kann von Amts wegen ein rechtswidriger Verwaltungsakt gem. § 48 VwVfG (Rücknahme) zurückgenommen, ein rechtmäßiger Verwaltungsakte nach § 49 VwVfG (Widerruf) widerrufen werden.
Hierbei gilt die Unterscheidung zwischen belastendem Verwaltungsakt und begünstigendem Verwaltungsakt. Im letzteren Fall genießt der Bürger unter gewissen Umständen Vertrauensschutz.
Unter bestimmten Voraussetzungen kann die Behörde auch das Verfahren auf Antrag des Betroffenen wieder aufgreifen und den unanfechtbaren Verwaltungsakt aufheben oder ändern (§ 51 VwVfG).